# Galadistes stutchburyi
Galadistes stutchburyi är en snäckart som först beskrevs av Ludwig Pfeiffer 1857.  Galadistes stutchburyi ingår i släktet Galadistes och familjen Camaenidae. Inga underarter finns listade i Catalogue of Life.